# Stockholms Benmjölsfabrik

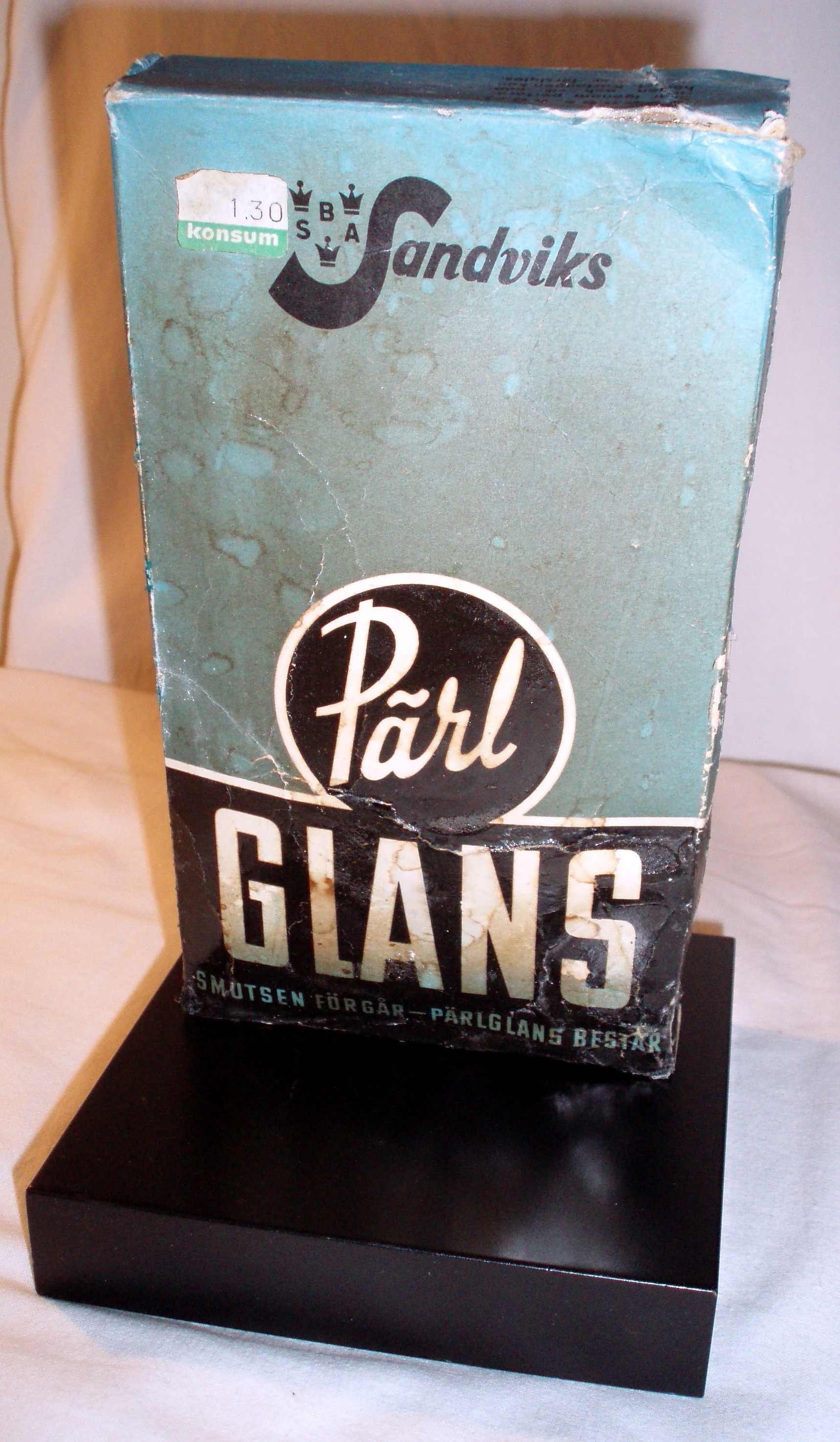
Pärlglans tvättmedel

Stockholms Benmjölsfabrik AB (kort SBA), var ett kemisk-tekniskt företag i Stockholm. 
Företaget grundades 1890 och fick bolagsform 1924. Benmjölsfabriken låg vid Svartvik/Sandvik vid Traneberg strax utanför innerstan. Där producerades lim, limduk, benfett, benolja, foderbenmjöl, hönsfoder, plastlim samt även tvättmedel under namnet Pärlglans. 1966 köptes företaget upp av dåvarande Fosfatbolaget AB. Den illaluktande verksamheten vid Svartvik flyttades 1968. Därefter kom industriområdet att inhysa diverse verksamheter fram till våren 1980 då all bebyggelse revs för att ge plats åt bostadsområdet Minneberg.